# Погодин, Виктор Александрович

Виктор Александрович Погодин (26 января 1948, Омск — 12 февраля 2005, там же) — омский художник-скульптор, живописец, автор художественных объектов, произведений монументального искусства и инсталляций.

## Биография
1955—1963 годы учился в школе № 65. В школьные годы увлекается лепкой, рисует.
1964—1966 годы — учился в вечерней школе рабочей молодежи. Получает аттестат о среднем образовании. Одновременно работает на конвейере обувной фабрике «Луч».
1965 году — поступает в художественную школу на ул. Иртышской Набережной г. Омска.
В 1967-72 годах учился на Художественно-графическом факультете ОГПИ им. А. М. Горького. Педагоги: М. И. Слободин, Г. А. Штабнов. Дипломная работа: эскиз росписи «Студенчество» (гуашь). Руководитель М. И. Слободин.
1972—1973 годах — служба в рядах Советской Армии. Служил на Дальнем Востоке. Присвоено звание офицера: старшего лейтенанта.
После службы работал в мастерских Художественного Фонда РСФСР в Омске.
В начале 1980-х сосредотачивается на станковой скульптуре. Осваивает техники гальванопластику и литье из композитных материалов.
1982 году один сезон работал художником в московском цирке в аттракционе иллюзионистки Зотовой.
С 1989 года член Союза художников СССР.
По словам художника, долгие годы он вдохновлялся поддержкой своей жены. В своих интервью он признавался, что супруга являлась его музой. Во многих поздних работах Погодина отмечается сходство внешних черт изображаемых женщин на полотнах с супругой живописца.
В 2001 году стал автором скульптуры «Хоккеисты Архивная копия от 6 апреля 2020 на Wayback Machine», который был заказан к открытию Ледового дворца в г. Салехард.
В 2004 году свою последнюю персональную художественную выставку в мэрии департамента города Москвы он посвящает своей жене.
Умер на родине в 2005 году. Похоронен на Старо-Восточном кладбище.

## Творчество
Автор монументальных работ в технике металлопластики, станковой скульптуры, живописных и графических произведений. Один из первых омских художников, создававший инсталляции и объекты на социально-философские темы. В станковой скульптуре В. Погодин работал в двух направлениях: геометрические композиции и концептуальная, порой, деконструктивная, фигуративная скульптура.
Произведения находятся в музеях Омска (ООМИИ им. М. А. Врубеля, ГМИО) и частных коллекциях.

## Семья
Мать - Погодина Валентина Родионова г рождения 17 февраля 1924 г 
Отец - Погодин Александр Иванович
Жена — Погодина Тамара Викторовна, регистрация в ЗАГС г. Омска в 1988 г.,
Дочь — Ольга (род. 1989 г.)

## Основные работы
- «Водоем» 1987. Компаунт, литье, стекло.
- Финиш. Победа. 1989. Цинк. 37,5х45х20. ГМИО.
- Дзюдо. Тяжелый вес. 1991. Цинк. 24х23х18. ГМИО.
- Убивающий птицу. 1992. Холст, масло. 140х95. ГМИО.
- Арфистка. 1992. Холст, масло. 45х60. ГМИО.
- Баталия. Диптих. 1992. Холст, масло. Правая часть 140х145, левая часть 140х145. ГМИО.
- Двое. 1993. Холст, масло. 60х90. ГМИО.
- Архитектура молчания. Инсталляция. 1995. Упаковка для яиц, дерево, гипс, бумага, тонировка, литьё, раскраска. ГМИО.
- Доски. Инсталляция. 2001. Доски, рамки, гипс, бумага, масло, тонировка, литьё, раскраска.
- Хоккеисты (Схватка хоккеистов), 2001 г., металл. г. Салехард.

## Произведения в городском пространстве и интерьерах
- «Дети и спорт». Декоративное панно композиция. 1977. Металл, сварка. 450х600. Дворец пионеров и школьников, Омск.
- Памятный знак на месте расстрела красноармейцев в 1918 году. 1988. Бетон, формовка. Старозагородная роща, Омск.
- Хоккеисты[2]. Металл, 2001. Салехард.

## Участие в конкурсах
- 1986 год на Памятный знак на месте расстрела красноармейцев в 1918 году в Старозагородной роще. Омск.
- 2002 год на статую «Марофонец». Омск.

## Выставки
- 1975 г. IV зональная выставка «Сибирь социалистическая». Томск.
- 1976 г. Республиканская выставка «Молодость страны». Москва.
- 1978 г. 2-я зональная выставка «Молодость Сибири». Омск.
- 1980 г. V зональная выставка «Сибирь социалистическая». Барнаул.
- 1994 г. Персональная выставка творческих работ. Дом художника. Омск.
- 1994 г. Выставка-симпозиум молодых художников и искусствоведов Омска 1980—1990-х годов «Накануне рубежа веков». ГМИО. Омск.
- 1995 г. Выставка-симпозиум «Война и Мир или Ад и Рай». ГМИО. Омск.
- 1995 г. Выставка «ЗДЕСЬ». ГМИО, Дом художника. Омск.
- 1996 г. Региональная выставка «Человек в пространстве времени». Современный портрет в Сибири. ГМИО. Омск.
- 2000 г. Выставка «Объект 2000». Галерея «Золотой путь». Омск.
- 2001 г. Выставка «Омск. Пространство Достоевского». Дом художника. Омск.
- 2001 г. Персональная выставка «Прогноз Погодина». Галерея «Лошадь Пржевальского». Омск.
- 2002 г. Выставка «Омский Союз художников в контрастах эпохи». К 70-летию образования Омской организации СХ России. ООМИИ им. М. А. Врубеля. Омск.
- 2003 г. Персональная выставка. ЦДХ. Галерея. Москва.
- 2003 г. Групповая выставка. ЦДХ. Галерея. Москва.
- 2003 г. Выставка «Танец семи покрывал, или Искусство обнажения». ТК «Галактика». Омск.
- 2003 г. Персональная выставка. К Международному женскому дню 8 марта. ГОХМ «Либеров-Центр». Омск.
- 2004 г. Персональная выставка в мэрии департамента г. Москвы. Москва.
- 2005 г. Выставка «Вот кончится война… И наступит Эра милосердия». ГМИО. Омск.
- 2006 г. Выставка «Металлическая скульптура». Галерея «Лошадь Пржевальского». Омск.
- 2006 г. Выставка из творческого наследия Виктора Погодина. Живопись. Графика. Скульптура. ООМИИ им. М. А. Врубеля. Омск.